# Josef Ackermann
Josef Ackermann (nascido em 7 de fevereiro de 1948 em Walenstadt, Suíça) é um banqueiro suíço.

## Biografia
Josef Ackermann começou sua carreira profissional em 1977 na Credit Suisse, antiga SKA, onde ocupou diversos cargos na banca de empresas, câmbio, mercados monetários e do tesouro, banco de investimento e serviços multinacionais. Ele trabalhou em Londres e Nova York, bem como em vários locais na Suíça. Entre 1993 e 1996, atuou como Presidente do Conselho Executivo da SKA, após a sua nomeação para o conselho em 1990. Josef Ackermann juntou-se a Deutsche Bank como um membro do Conselho de Administração em 1996, onde foi responsável pela divisão de banco de investimento. Em 22 de maio de 2002, Josef Ackermann foi nomeado porta-voz do Conselho de Administração. Em 1 de fevereiro de 2006, foi nomeado Presidente do Conselho de Administração. Ackermann acordado no final de 2009 para continuar como presidente-executivo do Deutsche Bank por mais três anos até 2013.
Ackermann é um graduado da Universidade de São Galo (HSG).

## Outras responsabilidades
- Segundo vice-presidente da Siemens AG
- Director Não Executivo da Shell
- Professor convidado das Finanças na London School of Economics
- Professor convidado na Universidade de Francoforte
- Presidente do Conselho de Curadores do Simpósio São Galo para estudos internacionais
- Presidente do Conselho de Patronos do Instituto para os Assuntos Cultura Corporativa em Francoforte
- Presidente do Conselho de Administração do Instituto de Finanças Internacionais

De acordo com o Financial Times (Alemanha), Ackermann ganhou 9,4 mio euros em 2009 e 8,8 mio em 2010. Seu bónus incluído em 2009 foi de 8,2 milhões e 7,1 em 2010.